# Bruce Perens
Bruce Perens (nacido sobre 1958) es un inversor de capital de riesgo, programador y defensor del movimiento del software libre. Es el creador de Open Source Definition, publicó el primer anuncio formal y manifiesto del Código abierto. Co-fundó la Open Source Initiative (OSI) junto a Eric S. Raymond. Actualmente, es socio de OSS Capital.
En 2005, Perens representó al Código abierto en la Cumbre Mundial sobre la Sociedad de la Información, por invitación del Programa de las Naciones Unidas para el Desarrollo. Ha comparecido ante las legislaturas nacionales y a menudo es citado en la prensa, abogando por el código abierto y una reforma de la política tecnológica nacional e internacional.
Perens es también radioaficionado, con el indicativo K6BP. Promueve los estándares abiertos de comunicaciones por radio y el hardware de código abierto.
En 2016, Perens, junto con el profesor de Boalt Hall (Berkeley Law) Lothar Determann, fue coautor de "Open Cars"  que apareció en el Berkeley Technology Law Journal.
En 2018, Perens fundó el Open Research Institute (ORI), una organización de investigación y desarrollo sin fines de lucro para abordar tecnologías que incluyen Código abierto, hardware libre, estándares abiertos, contenido abierto y acceso abierto a la investigación. ORI facilita la colaboración mundial en el desarrollo de tecnología que de otro modo estaría restringida por leyes nacionales como ITAR y EAR

## Compañías
Perens es socio de OSS Capital y continúa operando dos compañías: Algoram es una empresa emergente que está creando un transceptor de radio definido por software. Legal Engineering es una consultoría técnico-legal que se especializa en resolver infracciones de derechos de autor en relación con software de código abierto.

## Primeros años
Perens creció en Long Island, Nueva York. Nació con parálisis cerebral, lo que le hizo tener dificultad para hablar cuando era niño. Una condición que lo llevó a un diagnóstico erróneo de él como discapacitado intelectual, que llevó a la escuela a no enseñarle a leer. Desarrolló interés en la tecnología a una edad temprana: además de su predilección en la radioafición, dirigió una estación de radio pirata en la ciudad de Lido Beach y participó brevemente en phreaking de teléfonos.

## Biografía
Fue líder del proyecto Debian desde abril de 1996 a diciembre de 1997, donde desarrolló BusyBox Set de herramientas para sistemas UNIX y sus derivados.
Es autor de la definición del concepto de "código abierto", fundador y primer líder del proyecto Linux Standard Base, fundador del proyecto UserLinux y cofundador de la OSI Open Source Initiative (entidad dedicada a difundir las ventajas del software de código abierto).

## Perfil
Es experto en gráficos y animación por computadora. Trabajó durante dos décadas en Pixar, donde participó en las películas Toy Story 2 y A Bug's Life.
Es autor de la serie de libros "Bruce Perens' Open Source Series", publicados por Prentice Hall.
Desde junio de 2005 trabaja para SourceLabs.